# Heidi Astrup
Heidi Holme Astrup (Viborg, 31 de mayo de 1972) es una exjugadora danesa de balonmano, campeona olímpica en Atlanta 1996 y doble campeona de Europa (1994 y 1996) con la selección danesa, además de bronce mundial en 1995.

## Trayectoria
Astrup se formó en el Viborg HK y fue parte de aquel equipo nacional danés con Anne Dorthe, Tina Bøttzau, Annette Hoffmann, Gitte Sunesen, Rikke Solberg, Anja Byrial Hansen, Mette Klit y Camilla Andersen que se colgó la medalla de bronce en el mundial juvenil de 1991. Con el Viborg debutó en la élite en 1988 y conquistó ocho ligas danesas y dos Copas EHF hasta 2003.
En 1997 probó la liga japonesa con el Chateraise Fofu antes de regresar, a mitad de la competición nipona, a Viborg en 1998.
Fichó por el Aalborg DH en 2003 y, tras dos temporadas, volvió a Viborg, club con el que levantó su noveno título doméstico y la Liga de Campeones 2005-06.
El 20 de noviembre de 2014, con 42 años, disputó un partido de emergencia con Viborg HK ante Team Esbjerg. Su retorno puntual se produjo tras recibir una llamada inesperada del entrenador Christian Dalmose, quien necesitaba su experiencia para un partido liguero.

### Clubes
Durante casi dos décadas fue la central de referencia de Viborg HK, club con el que dominó el balonmano danés y europeo; sus experiencias en Japón y Aalborg reforzaron su prestigio internacional.

### Trayectoria de clubes
- 1988 – 1997:  Viborg HK[4]
- 1997 – 1998:  Chateraise Fofu[4]
- 1998 – 2003:  Viborg HK[4]
- 2003 – 2005:  Aalborg DH[4]
- 2005 – 2007:  Viborg HK[4]

### Selección
Debutó con Dinamarca el 7 de noviembre de 1990. Astrup salió del equipo nacional tras el Campeonato de Europa disputado en casa en 1996. Tuvo un papel fundamental en todos los partidos de la competición, pero el entrenador decidió dejarla fuera de la final y renunció a la selección al día siguiente. Regresaría once años después, en 2007. Jan Pytlick la convocó para dos partidos decisivos ante Ucrania por un billete al Mundial, además de algunos encuentros de preparación. Acumuló 104 internacionalidades y 269 goles.
Contribuyó al oro olímpico de 1996, a los títulos europeos de 1994 y 1996 y al bronce mundial de 1995, siendo parte de la «generación dorada» del balonmano femenino danés.

## Premios y títulos

### Con la selección
- 1 x Juegos Olímpicos (1996)
- 2 x Campeonato Europeo (1994, 1996)
- 1 x Campeonato Mundial de Balonmano Femenino – bronce (1995)

### Con sus clubes
- 9 x Damehåndboldligaen (1994, 1995, 1996, 1997, 1999, 2000, 2001, 2002, 2006)[4]
- 1 x Liga de Campeones de la EHF (2006)[5]
- 2 x Copa EHF (1994, 1999)[4]

## Vida personal
Fuera de las pistas, Heidi Astrup se formó como asistente administrativa en la empresa Fusager y Høgh de Viborg, y actualmente trabaja como contable en el grupo empresarial Bach Gruppen.